# تلویزیون بی‌بی‌سی
مهم‌ترین کانال‌های تلویزیونی بی‌بی‌سی در اینجا فهرست شده‌اند.فهرست کامل شبکه‌ها بسیار بیشتر از این است.

## داخلی
در ادارهٔ برخی شبکه‌های زیر علاوه بر بی بی سی شرکت‌های دیگری نیز تا حدودی نقش دارند.بعضی از این تلویزیون‌ها در هلند و بلژیک هم قابل دریافت هستند.
- BBC One:علاوه بر پخش دیجیتال دارای پخش آنالوگ-پربیننده‌ترین برنامه:EastEnders
- BBC Two:علاوه بر پخش دیجیتال دارای پخش آنالوگ-پربیننده‌ترین برنامه:Top Gear
- BBC Three
- BBC Four
- BBC HD: از ۲۰۰۷
- BBC News ذ* BBC Parliament: اخبار مجلس انگلستان، ولز و اسکاتلند
- CBBC Channel: بی بی سی کودکان (بالای ۶ سال)
- CBeebies :بی بی سی خردسالان(زیر۶ سال)
- S4C:به زبان ولزی
- BBC Alba:به زبان اسکاتلندی
- UKTV: پخش آرشیو برنامه‌های بی بی سی

## خارجی
- BBC World News: شبکه خبری ۲۴ساعته
- BBC Prime:سرگرمی
- BBC America
- BBC Canada
- BBC Kids:کودکان آمریکایی و کانادایی
- BBC Lifestyle:فقط در هنگ کنگ و سنگاپور
- BBC Knowledge:مختص هنگ کنگ، سنگاپور، اندونزی و استرالیا
- UK.TV:مختص استرالیا و زلاندنو
- People+Arts:مختص آمریکای لاتین، اسپانیا و پرتغال به زبان‌های اسپانیولی و پرتغالی
- Animal Planet:حیات وحش
- BBC Arabic: تلویزیون عربی بی‌بی‌سی از۱۱ مارس ۲۰۰۸ [۱]
- BBC Persian